# Нектаролюб сірочеревий
Нектаролюб сірочеревий (Oedistoma iliolophus) — вид горобцеподібних птахів родини фруктоїдових (Melanocharitidae).

## Поширення
Ендемік Нової Гвінеї. Досить поширений на всьому острові (за винятком південної прибережної смуги на південь від річки Флай, найвищих гір та південно-центральної Папуа), а також на деяких сусідніх островах.

## Опис
Дрібний птах завдовжки 11 см. Зовні схожий на нектарок. Це пухкі птахи з довгими, досить тонкими і вигнутими вниз дзьобами, міцними ногами, загостреними крилами і коротким квадратним хвостом. Верхня частина тіла сіро-оливкова з коричневим відтінком. Нижня частина тіла світло-сіра з жовтим відтінком на грудях. Дзьоб біля основи сірий, на кінці чорний.

## Спосіб життя
Мешкає у низинних дощових лісах з густим підліском. Трапляється поодинці або парами. Активний вдень. Живиться комахами, нектаром, рідше дрібними ягодами. Розмноження цих птахів, мабуть, відбудеться в посушливий сезон (серпень-жовтень), коли спостерігається більша кількість молодих птахів. Проте інших даних про розмноження бракує.